# Acmopolynema callopterum
Acmopolynema callopterum är en stekelart som beskrevs av Fidalgo 1989. Acmopolynema callopterum ingår i släktet Acmopolynema och familjen dvärgsteklar. Inga underarter finns listade i Catalogue of Life.